# Edith Masai
Edith Chewanjel Masai, kenijska atletinja, * 4. april 1967, Chepkoya, Kenija.
Nastopila je na poletnih olimpijskih igrah leta 2004, ko se je uvrstila v finale teka na 5000 m, toda tam odstopila. Na svetovnih prvenstvih je v isti disciplini osvojila bronasto medaljo leta 2003, na afriških prvenstvih pa naslov prvakinje v teku na 10000 m leta 2006.